# روبرت كارتر (مؤرخ)
روبرت كارتر (بالإنجليزية: Robert Carter)‏ هو مؤرخ أمريكي، ولد في 5 فبراير 1819 في ألباني في الولايات المتحدة، وتوفي في 15 فبراير 1879 في كامبريدج في الولايات المتحدة.